# Línguas jebel orientais
As línguas jebel orientais o línguas da região montanhosa oriental é uma pequena subfamília de línguas nilo-saarianas do ramo das línguas sudânicas orientais que se falam nas montanhas da província de An Nil al Azraq (Nilo Azul) em Sudão oriental (o nome jebel é simplesmente o termo árabe para'montanha')

## Línguas da família
Esse grupo de línguas é composto pelas seguintes línguas:
- Gaam (também chamado Ingassana ou Tabi)
- Aka (ou silaque)
- Kelo (ou tornasi)
- Molo (ou malcã).

O gaam tem entre 40.000 e 80.000 falantes, enquanto as outras línguas correm risco de extinção e têm poucos falantes. Até o trabalho de Bender, acreditava-se que gaam era a única língua das Terras Altas Orientais, até que Lionel Bender obteve informações sobre Aka, Kelo e Molo; Estas três últimas línguas foram notavelmente influenciadas pela língua berta.
O gaam é falado em uma pequena região ao redor das cidades de Bau, Bobuk, Kukur e Sawda nas montanhas Tabi, aproximadamente a 11°15′–30′N por 33°55′–34°10′E. As outras três línguas são faladas em bolsões isolados ao sul deste local: Aka nas Montanhas Sillok, Kelo nas Montanhas Tornasi nas localidades de Kayli e Beni Sheko e, finalmente, Molo é falado em Jebel Malkan, perto da fronteira com a Etiópia.

### Comparação lexical
Os numerais nas diferentes línguas Jebel orientais são: 
| Glosário | Aka        | Kelo         | Molo            | Gaam        | PROTO- JEBEL |
| -------- | ---------- | ------------ | --------------- | ----------- | ------------ |
| '1'      | ligidi     | leːdi        | loːdi           | t̪āmán       | *leːdi       |
| '2'      | waːsi      | waːdi        | waːti           | d̪áāgg       | *waːdi       |
| '3'      | eːde       | odo          | ede             | ɔ́ðɔ̄         | *odo~*ede    |
| '4'      | lula       | lulus        | kesèrwa         | yə̄ə̄sə́       | ?            |
| '5'      | kumugyi    | aːmu         | kesèrlodi       | áás-ááman   | ?            |
| '6'      | gilmugeri  | utum-leːdi   | kesa-waːti      | t̪ə́l-d̪ìgg    | ?            |
| '7'      | ʤumaːsi    | adumodo      | kiuna           | íd̪igg-dáāgg | ?            |
| '8'      | ungertoːsi | adumlilos    | taː-loːdi       | íd̪ig-ɔ́ðɔ̄    | ?            |
| '9'      | unaːkeːla  | atosinaleːdi | kesa-lodi-waːti | íd̪ig-yə̄ə̄sə́  | ?            |
| '10'     | caːraːli   | saːraːli     | yokubu          | ə́sēg-dí     | *caːraːli    |